# Pascal Marinot
Pascal Marinot, né le 6 septembre 1961 à Montbéliard et mort le 22 février 2019 à Laragne, est un kayakiste français de slalom.
Il est médaillé d'argent en kayak monoplace (K1) par équipe aux Championnats du monde 1985 à Augsbourg.